# Matthias Steiner
Matthias Steiner (Bécs, 1982. augusztus 25. –) osztrák származású olimpiai bajnok német súlyemelő.

## Sportpályafutása
Matthias Steiner az alsó-ausztriai Oberschulz városkából származik. Súlyemelő-pályafutását is ott kezdte. 18 éves korában már a legjobb osztrák súlyemelők közé tartozott. Ekkoriban állapították meg nála a cukorbetegséget is, azóta naponta inzulininjekciót kap. 2001-ben a junior Európa-bajnokságon aratta első jelentős nemzetközi sikerét, amikor a 105 kilogrammos súlycsoportban bronzérmet szerzett. Egy évvel később a junior világbajnokságon is harmadik lett.
2004-ben az athéni olimpián nehézsúlyban a hetedik helyen végzett, míg a Budapesten rendezett Európa-bajnokságon aranyérmes lett. A 2005-ös szófiai Európa-bajnokságon indult először a szupernehéz súlycsoportban, amelyben később legnagyobb sikereit aratta, azonban az Eb-n érvényes kísérlet nélkül eredménytelenül végzett. Ez az év jelentős változásokat hozott magánéletében is. Stagnáló teljesítménye miatt összekülönbözött az Osztrák Súlyemelő-szövetség vezetőivel. A ridegre fordult kapcsolat miatt Steiner a németországi Zwickauba költözött barátnőjéhez, akit nem sokkal később feleségül is vett. Felvételét kérte a Német Súlyemelő-szövetségbe, ám amíg az állampolgárságra várt, addig nem vehetett részt nemzetközi versenyeken. Két évig nem tűnt fel nemzetközi színtéren.
2007 júliusában feleségét halálos közúti baleset érte Heidelberg közelében. Steiner egy ideig a hazaköltözésen gondolkodott, végül a németországi folytatás mellett döntött. 2008 elején kapta meg a német állampolgárságot. 2008 áprilisában a Lignanóban rendezett Eb-n ezüstérmes lett. Itt indult először német színekben. Sikeres nemzetközi visszatérésére felfigyelt az osztrák sajtó is, újságcikkek keseregtek a sikeres sportoló távozása miatt.
Az Eb-ezüstért a pekingi olimpián kárpótolta szurkolóit, ahol a szupernehézsúly olimpiai bajnoka lett. Az olimpiai dobogó legfelső fokára felesége fényképét kezében tartva állt fel.

### Fordítás
- Ez a szócikk részben vagy egészben a Matthias Steiner című német Wikipédia-szócikk ezen változatának fordításán alapul.  Az eredeti cikk szerkesztőit annak laptörténete sorolja fel. Ez a jelzés csupán a megfogalmazás eredetét és a szerzői jogokat jelzi, nem szolgál a cikkben szereplő információk forrásmegjelöléseként.